# Cascettoni
Les Cascettoni (en corse I Cascittoni, prononcé [i gaʃiˈtɔ̃ː.nĭ]), ou cirque de la Solitude, sont un cirque naturel situé dans le massif montagneux de la Corse sur la commune de Manso dans le Filosorma, en Haute-Corse. Anciennement situé sur le GR20 et hautement fréquenté en période estivale, son débalisage et déséquipement ont été réalisés durant l'été 2016 en raison d'un éboulement ayant fait 7 victimes en juin 2015. Depuis lors, le sentier de grande randonnée relie Astu Stagnu (Haut-Asco) au refuge de Tighjettu en passant par la pointe des Éboulis, à proximité du Monte Cinto.

## Géographie
Le GR20 traversait les Cascettoni par une descente et une montée d'environ 300 mètres par 2 accès : 
- la Bocca Minuta (2 218 m) ;
- la Bocca Tumasginesca (ou col Perdu, 2 183 m).

D'une altitude minimale de 1 906 mètres au niveau du passage de l'ancien GR20, le cirque est bordé par les falaises de :
- la Punta Minuta (2 556 m) ;
- la Punta Rossa (ou pic Von Cube, 2 247 m)
- le Capu di a Crucetta (2 186 m).